# Andreas Hofer

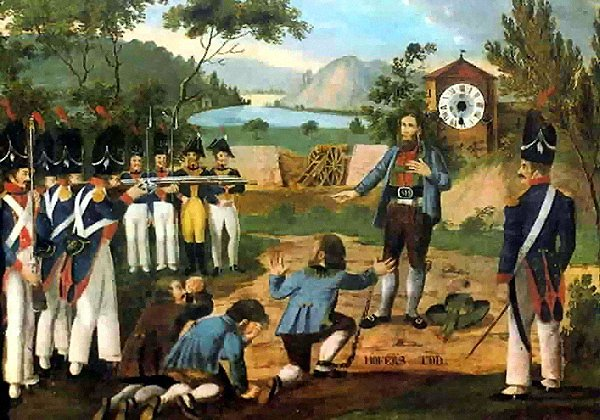
Execució d'Andreas Hofer a Màntua

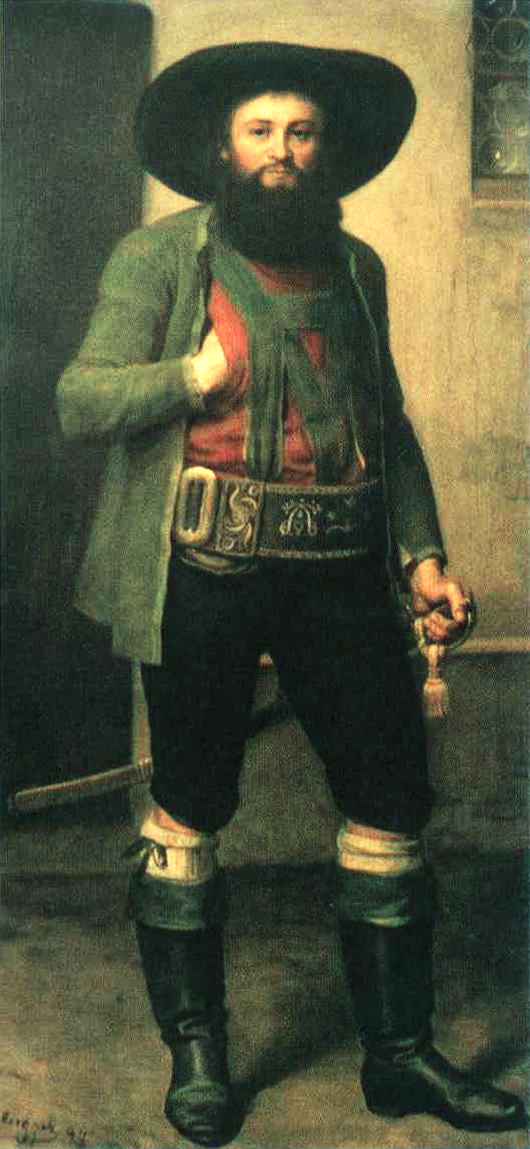
Andreas Hofer

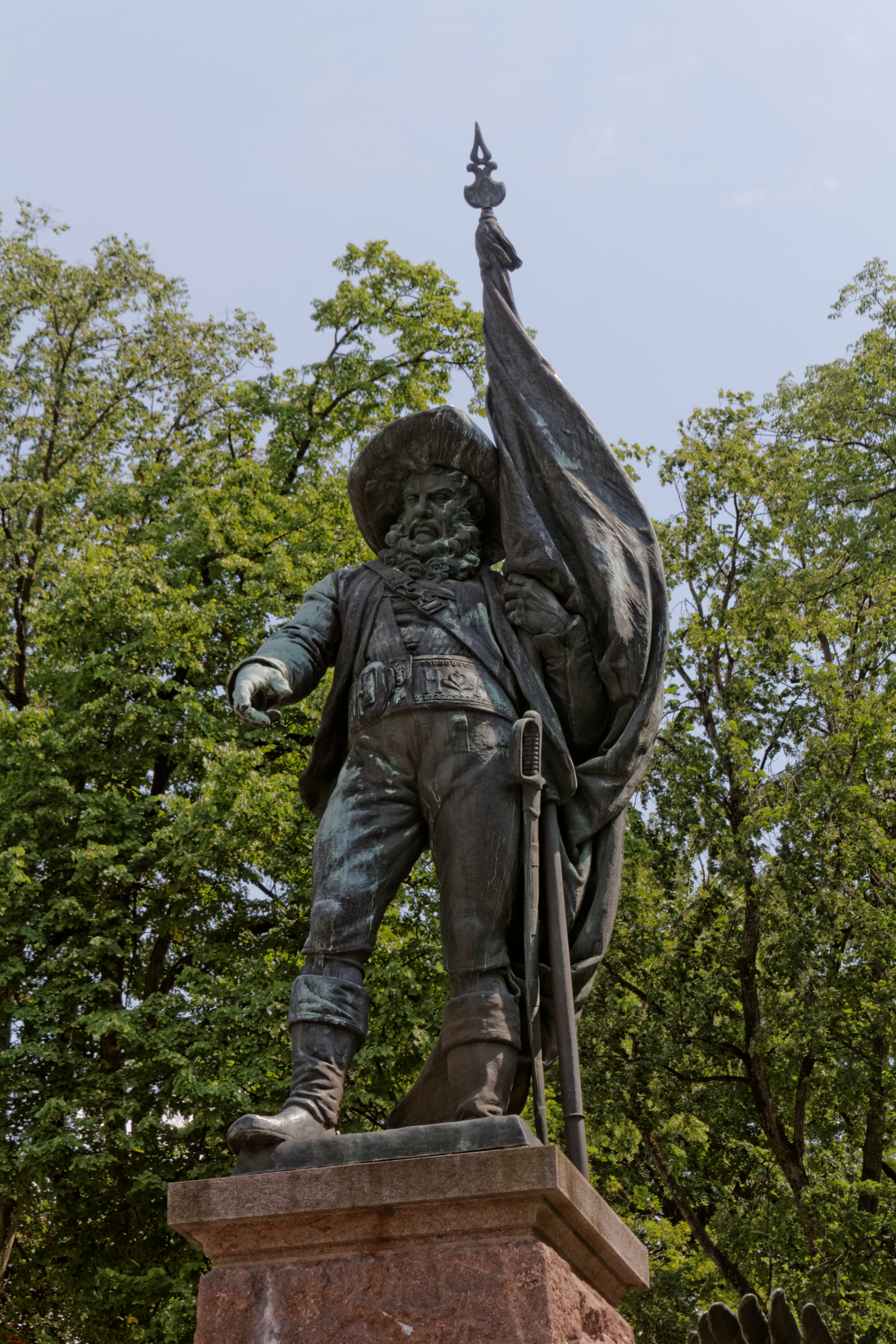
Hofer Denkmal Berg Isel Innsbruck

Andreas Hofer (St. Leonhard in Passeier, Tirol del Sud, 22 de novembre de 1767, - Màntua, 20 de febrer de 1810) fou un patriota tirolès. Era hostaler de professió, i fou l'instigador de la rebel·lió dels muntanyencs tirolesos contra l'imperialisme bonapartista, i precursor del nacionalisme pantirolès.
Andreas Hofer va néixer el 1767 a un poble del Passeiertal, situat al Tirol del Sud. Era posader com el seu pare, el 1791 es va casar amb Anna Ladurner i va ser escollit parlamentari. Durant la guerra de la Tercera Coalició contra les forces napoleòniques va ser nomenat capità d'una milícia i, després que el Tirol fos lliurat a Baviera a causa del Tractat de Pressburg el 1805, Hofer es va erigir en líder del moviment de resistència anti-bavarès.

## La guerrilla tirolesa
En 1809, la presència militar francesa a Alemanya va reduïr-se quan Napoleó transferí tropes per lluitar a la península Ibèrica a la Guerra del francès, i l'Imperi austríac va veure la seva oportunitat de recuperar part de la seva antiga esfera d'influència i va envair el Regne de Baviera, un aliat francès. El gener de 1809 Hofer va anar a Viena on l'emperador Francesc II li va oferir el seu suport moral enfront d'una possible insurrecció. El 9 d'abril de 1809 els rebels tirolesos, ajudats pels austríacs, aconseguiren la seva primera victòria sobre els bavaresos a Isel. L'11, les seves tropes els derroten a Sterzing. Aquestes victòries permeten l'ocupació d'Innsbruck. Hofer fou proclamat líder de l'exèrcit i, sobretot, la seva notorietat li conferí el títol de cap carismàtic del patriotisme tirolès. La victòria de Napoleó contra els austríacs de l'Arxiduc Carles, va dissipar les esperances d'èxit dels tirolesos.
Els bavaresos van tornar a ocupar Innsbruck però, quan les tropes napoleòniques van marxar, la rebel·lió va tornar a recuperar el seu ímpetu. El 25 i 29 de maig les forces de Hofer van derrotar els bavaresos a la batalla de Bergisel i van prendre Innsbruck el 30 d'aquest mateix mes. El 19 de maig, Hofer rep una carta de l'emperador d'Àustria en la qual li assegura que no signarà mai el tractat de cessió del Tirol; un intendent austríac va ser nomenat per a administrar el país. Però la victòria francesa a la batalla de Wagram, el 6 de juliol, va acabar amb els èxits precedents, i l'armistici de Znaim del 12 de juliol va excloure el Tirol, que va quedar en mans de les tropes franceses i va ser retornat a Baviera. Napoleó hi va enviar 40.000 homes per a ocupar Innsbruck. L'escamot va prosseguir amb la seva lluita.
El cap de Hofer va ser posat a preu. El 13 i 14 d'agost els rebels van derrotar el mariscal Lefebvre a Bergisel després d'una batalla de 12 hores i, de nou, van tornar a prendre Innsbruck.

## Un líder carismàtic
Hofer passa a ser comandant en cap de les tropes després de la batalla de Hofburg portada a terme en nom de l'emperador d'Àustria. El 19 de setembre és guardonat amb una medalla imperial i l'emperador li assegura el suport d'Àustria. El Tractat de Schönbrunn reconduïx a l'escenari de l'armistici de Znaim pel qual, el Tirol, és retornat a Baviera. Hofer i les seves tropes deposen les armes sota la promesa d'una amnistia.
El 12 de novembre, Hofer rep informació sobre unes suposades victòries austríaques, cosa que l'incita a reprendre la lluita. Aquesta vegada la mobilització dels rebels no va ser tan nombrosa i les tropes franco-bavareses van reduir, ràpidament, a l'escamot. Hofer va fugir i es va aixoplugar a les muntanyes de la seva Passeiertal natal. Pel seu cap es van oferir 1.500 florins. Josef Raffl, el seu veí, el va trair i Hofer va ser capturat per les tropes italianes el 2 de gener de 1810, que el van enviar a la cort marcial de Màntua. Raffl va ser linxat.

## Caiguda de Hofer
La llegenda pretén que Napoleó va donar l'ordre d'un "just procés abans de ser condemnat" (més tard li confiarà a Metternich que Hofer havia estat executat contra la seva decisió). Andreas Hofer va ser afusellat el 20 de febrer de 1810. Hofer va ser considerat un màrtir a Alemanya i Àustria. El seu nom va ser un punt de referència contra el poder de Napoleó.

## Conseqüències
El Tirol va retornar a mans austríaques en 1814 com a resultat del Congrés de Viena.

## Un símbol d'independència
El 1823, les restes de Hofer van ser traslladats de Màntua a Innsbruck. En 1834, la seva tomba va ser recoberta per un mausoleu de marbre. En 1818, la seva família va rebre un títol de noblesa atorgat per l'emperador d'Àustria. En 1893, a Bergisel (Innsbruck), es va erigir la seva estàtua en bronze. Cada any, a Meran, es representa la seva epopeia. L'himne de Andreas Hofer, és l'himne oficial del Tirol.
Durant els anys de controvèrsia lingüística al Tirol del Sud, la memòria de Hofer va ser utilitzada, sovint, com a exemple de la resistència del poble sudtirolès davant les temptatives d'italianització sorgides, especialment, durant el règim feixista.

## Òpera
Hi ha una òpera escrita pel compositor hongarès Emánuel Moór (1863-1931) dedicada a aquest personatge.